# 묘법연화경 (서울특별시 유형문화재 제445호)
묘법연화경(妙法蓮華經)은 서울특별시 중랑구 법장사에 있는 조선시대의 불경이다. 2019년 4월 4일 서울특별시의 유형문화재 제445호로 지정되었다.

## 지정 사유
고려 고종 23(1236)년에 정분(鄭奮)이 진양후 최우(崔瑀)의 무병장수와 가문의 안녕을 기원할 목적으로 개판한 목판본으로, 팔만대장경(재조본)의 조성 초기부터 각수로 깊이 관여한 중요 인물인 명각(明覺)이 개판하였다.
전 7권 2책의 완질본으로, 판각 이후 다소 시일이 흐른 조선전기에 다시 인출한 것으로 보인다.
현재 이와 동일한 판본으로 경주 기림사 소장본이 전 7권 중 3권만 유일하게 국가문화재(보물 제959호)로 일괄 지정되어 있으나, 4권이 빠져 있는 결본 상태이기 때문에 동일본이 단독으로 완질본이 지정된 사례는 아직까지 없음. 후쇄본이긴 하나, 전 7권이 완전한 상태로 보존되어 있기 때문에 시 지정문화재로 지정할 만한 가치가 높은 것으로 판단된다.

## 조사보고서
서울 법장사에서 지정 신청한 <묘법연화경> 전7권 2책은 고려 고종 23(1236)년에 정분(鄭奮, 후에 鄭晏으로 개명)이 무신정권의 실권자인 진양후 최우(崔瑀, 후에 崔怡로 개명)의 무병장수와 가문의 안녕을 기원할 목적으로 개판한 목판본이다.
본경은 여러 한역본(漢譯本) 가운데 후진의 구마라집(鳩摩羅什)이 406년에 번역한 한문불경으로 흔히 '법화경(法華經)'으로 불리며, 한국을 비롯하여 동아시아에서 가장 많이 간사(刊寫)되어 널리 유통되고 있는 대승경전의 대표적인 불경 중 하나이다.
법장사 지정 신청본은 전 7권 2책의 완질본으로 표지는 검은색으로 염색한 흑색 비단을 사용하여 5침법으로 장황하였으며, 책의 크기는 24.0 × 16.3cm이다. 판식의 특징을 살펴보면, 변란은 상하단변(上下單邊)으로 되어 있는 것으로 보아 본래 절첩본을 염두에 두고 판각하였으며, 판고의 크기는 14.5cm이다. 1판을 기준으로 본래 42행 16자로 판각되었으나, 후쇄본은 1장을 2엽으로 선장본 형태로 장황(裝潢)하였다. 판수제(板首題)는 '法華經'이며 그 아래로 권수 및 장수 표시가 기입되어 있다.
자체(字體)는 정형적인 구양순체를 방불케 하는 해정한 중자(中字)로 되어 있으나 자획(字劃)에 일부 완결(刓缺)을 보이고 있는 것으로 보아 판각 이후 다소 시일이 흐른 조선전기에 다시 인출한 것으로 보인다.
특히 권말에는 이 책의 간행배경을 밝히고 있는 정안의 발문이 수록되어 있는데, 말미에 산인 명각(明覺)이 주관하여 개판한 사실과 그 끝에는 '丙申(1236)年12月15日優婆塞鄭奮誌'라는 연기가 기록되어 있다.
따라서 이 책은 정안의 지시로 1236년에 산인 명각(明覺)이 개판한 사실을 알 수 있는데, 명각은 팔만대장경(재조본)의 조성 초기부터 각수로 깊이 관여한 중요 인물로 알려져 있고 발문을 쓴 정안의 당시 역할로 보아 당시 대장경 조성 주관부서인 대장도감의 적극적인 지원으로 개판하였을 것으로 보인다.
동일한 경판에서 인경하여 절첩장으로 장황(裝潢)한 고려본이 경주 기림사 비로자나불상에서 발견되어 다른 전적과 함께 보물 제959호로 일괄 지정되어 있다. 그러나 기림사본은 전 7권 중에 권3과 권6, 권7의 3권에 불과한 결본 상태이다. 그리고 이와 동일한 후인본이 해인사 백련암에만 소장되어 있을 정도로 극히 희귀한 상태이다.
현재 이와 동일한 판본으로 지정된 경우는 경주 기림사 소장본이 전7권 중 3권만 유일하게 국가문화재(보물959호)로 일괄 지정되어 있으나, 4권이 빠져 있는 결본 상태이다. 때문에 동일본이 단독 경전으로 완질본이 지정된 사례는 아직까지 없다. 그러나 법장사 신청본은 전7권이 완전한 상태로 보존되어 있어 서울시 유형문화재로 지정할 가치가 있는 것으로 판단된다.

## 갤러리

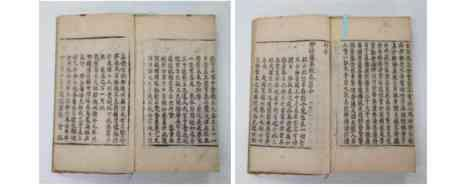
권7 권말

## 참고 문헌
- 묘법연화경 - 국가유산청 국가유산포털